# 2009 w Wojsku Polskim
Kalendarium Wojska Polskiego 2009 – strona przedstawia wydarzenia w Wojsku Polskim w roku 2009.
Potencjał Sił Zbrojnych RP wynosił:
| Stan ewidencyjny Wojska Polskiego | Podstawowe uzbrojenie Wojska Polskiego |
| --- | --- |
| - generałowie – 140 - oficerowie (w tym gen.) – 22 818 - podoficerowie – 41 790 - szeregowi – 39 736 - kandydaci do zawodowej służby wojskowej – 2482 | - czołgi – 906/753 - wozy bojowe – 1687/1597 - artyleria – 1153 - śmigłowce – 143 (+ 30 MW) - samoloty – 261 (+12 MW) - okręty bojowe – 40 - jednostki pływające – 40 |

## Styczeń
1 stycznia
- 1 Brygada Lotnictwa Taktycznego w Świdwinie zmieniła nazwę na 1 Skrzydło Lotnictwa Taktycznego[2].

14 stycznia
- 180 żołnierzy X zmiany PKW EUFOR udało się do Bośni i Hercegowiny[3]. Zmianę sformowała 7 Pomorska Brygada Obrony Wybrzeża oraz Oddział Specjalny Żandarmerii Wojskowej z Gliwic. Dowódcą X zmiany PKW EUFOR był ppłk Tomasz Adamczyk[e].

16 stycznia
- załoga 13 Eskadry Lotnictwa Transportowego wykonała pożegnalny lot nad płytą krakowskiego lotniska samolotem An-26 o numerze bocznym 1403. Był to symboliczny koniec eksploatacji samolotów transportowych An-26 w polskim lotnictwie wojskowym[3]

19 stycznia
- w Wielkopolskiej Szkole Podoficerskiej Wojsk Lądowych gościli przedstawiciele 7 Armii Stanów Zjednoczonych oraz ambasady amerykańskiej[3]

27–29 stycznia
- żołnierze zasadniczej służby wojskowej wcielenia „Maj 2008” odeszli do rezerwy[3]

28 stycznia
- W Sztabie Generalnym WP odbyła się pierwsza runda międzynarodowych konsultacji ws. utworzenia francusko-niemiecko-polskiej Grupy Bojowej Unii Europejskiej[f][3]

## Luty
2–4 lutego
- w Dowództwie JFC, w Brunssum w Holandii, odbyła się konferencja dowódców Sił Zróżnicowanej Gotowości NATO[4].

3 lutego
- w 4 Zielonogórskim Pułku Przeciwlotniczym rozpoczęto szkolenie żołnierzy Polskiego Kontyngentu Wojskowego w ramach XXI zmiany sił KFOR w Kosowie[4]

3–4 lutego
- z oficjalną wizytą w Polsce przebywała minister obrony Litwy Rasa Juknevičienė[4]

4 lutego
- w Helenowie minister obrony narodowej Bogdan Klich pożegnał generałów odchodzących do rezerwy: gen. broni Lecha Konopkę, gen. dyw. Zbigniewa Bielewicza, gen. dyw. Romana Polko, gen. dyw. Andrzeja Barana, gen. dyw. Andrzeja Juszczaka, gen. bryg. Michała Jackiewicza oraz gen. bryg. Jerzego Wójcika[4]

5–6 lutego
- w Iribii w Czadzie dowódca Sił EUFOR w Czadzie i Republice Środkowoafrykańskiej gen. bryg. Jean-Philippe Ganascia przebywał z wizytą roboczą w bazie North Star – miejscu stacjonowania sił głównych Polskiego Kontyngentu Wojskowego Czad[4]

9–13 lutego
- w dowództwie ŚOW przeprowadzono trening sztabowy „Bzura 09” na temat planowania wsparcia i zabezpieczenia logistycznego wojsk operacyjnych w tylnej strefie w sojuszniczej operacji obronnej[4]

10–11 lutego
- w dowództwie 16 Pomorskiej Dywizji Zmechanizowanej przeprowadzono trening sztabowy „Bauda 09” na temat: planowanie przemieszczenia dywizji do rejonu operacyjnego przeznaczenia[4]

11 lutego
- W Akademii Obrony Narodowe odbyła się konferencja naukowa „Model Sił Zbrojnych RP 2018”[4]

16–20 lutego
- w Zatoce Gdańskiej odbyły się ćwiczenia 3 Flotylli Okrętów. W ćwiczeniu brały udział okręty rakietowe ORP „Metalowiec”, ORP „Rolnik” i ORP „Grom”, okręt szkolny ORP „Wodnik”, okręt podwodny ORP „Sęp”, okręty ratownicze ORP „Lech” i ORP „Macko”[4]

20–25 lutego
- na południowym Bałtyku ćwiczyła 3 Flotylla Okrętów

24 lutego
- batalion wsparcia inżynieryjnego 1 Brzeskiej Brygady Saperów im. T. Kościuszki otrzymał proporzec „Wzorowy Pododdział Wojsk Lądowych”[4]

27 lutego
- społeczeństwo Gubina na placu Jana Pawła II uroczyście pożegnało pograniczników z Placówki Straży Granicznej z Gubinka, którzy zostali przeniesieni do Krosna Odrzańskiego[5]

29 lutego
- w Gubinie zakończyła swoją działalność Straż Graniczna, w związku z czym siedziba Granicznej Placówki Kontrolnej w Gubinku została przeniesiona do Oddziału Straży Granicznej w Krośnie Odrzańskim[6]

## Marzec
2 marca
- podpisany został „Plan modernizacji technicznej Sił Zbrojnych RP w latach 2009–2010”. To tzw. mapa drogowa procesu realizacji budżetu MON[7]
- 4 Skrzydło Lotnictwa Szkolnego rozpoczęło szkolenie lotnicze na rzecz Sił Powietrznych i WSOSP[7]

2–13 marca
- na poligonach w Wędrzynie i w Żaganiu odbyły się ćwiczenia pod kryptonimem Eufrat V. Manewry były ostatnim sprawdzianem przygotowania V zmiany PKW Afganistan przed wyjazdem do Afganistanu[8][9].

24 marca
- w Powidzu wylądował pierwszy z zamówionych przez Siły Powietrzne samolotów transportowych C-130 Hercules. W uroczystości na płycie lotniska udział wzięli: podsekretarz stanu ds. polityki obronnej Stanisław Komorowski, dowódca Sił Powietrznych gen. broni pil. Andrzej Błasik, dowódca 3 Skrzydła Lotnictwa Transportowego gen. bryg. pil. Tadeusz Mikutel[7].

26 marca
- w Centrum Konferencyjnym WP odbyła się doroczna odprawa rozliczeniowo-koordynacyjna kierowniczej kadry Ministerstwa Obrony Narodowej i Sił Zbrojnych RP[7]
- za szczególne osiągnięcia w 2008 roku wyróżniona została: 17 Wielkopolska Brygada Zmechanizowana im. gen. broni Józefa Dowbora-Muśnickiego, 1 Pułk Specjalny Komandosów, 41 Eskadra Lotnictwa Taktycznego, 30 Kaszubska eskadra lotnicza Marynarki Wojennej, Oddział Żandarmerii Wojskowej – Szczecin[7]
- za szczególne osiągnięcia w wykonywaniu zadań w misjach poza granicami państwa w 2008 roku zostały wyróżnione: 25 Brygada Kawalerii Powietrznej im. księcia Józefa Poniatowskiego, 15 Sieradzka Brygada Wsparcia Dowodzenia[7]

27 marca
- redakcja „Polski Zbrojnej” przyznała „Buzdygany”. Żołnierzem roku został: kpt. Grzegorz Kaliciak, oficerami roku: płk Zbigniew Piątek, płk lek. med. Robert Salamon, płk Anatol Tichoniuk, podoficerem roku: mł. chor. Marcin Trelka, najlepszym żołnierzem Wojsk Lądowych: st. szer. Emil Uran, najlepszym żołnierzem Sił Powietrznych: ppłk pil. Robert Kozak, najlepszym żołnierzem Marynarki Wojennej: kmdr por. Piotr Nieć, publicystą roku: Marian Kluczyński, przyjacielem wojska: poseł Jadwiga Zakrzewska. Nagroda specjalna przypadła gen. bryg. Mirosławowi Różańskiemu[7]

31 marca
- na lotnisku wojskowym Gdynia – Babie Doły podczas podchodzenia do lądowania rozbił się samolot An-28 Bryza-2RF należący do Brygady Lotnictwa Marynarki Wojennej. W wyniku katastrofy zginęła cała załoga: kpt. mar. pil. Marek Sztabiński, kmdr ppor. pil. Roman Berski, por. mar. pil. Przemysław Dudzik i chor. szt. mar. Ireneusz Rajewski

## Kwiecień
17 kwietnia
- w Krakowie odbyło się pożegnanie żołnierzy V zmiany PKW Afganistan[10]

20 kwietnia
- w Brukseli gen. broni dr Mieczysław Bieniek zastąpił na stanowisku Polskiego Przedstawiciela Wojskowego przy Komitetach Wojskowych NATO i UE kończącego kadencję gen. broni Mieczysława Cieniucha[10]

20–24 kwietnia
- - w Wesołej na terenie poligonu 1 Brygady Pancernej odbyło się epizodyczne ćwiczenie z mobilnymi komponentami wojskowej służby zdrowia pod kryptonimem „Eskulap 09”[10]

22 kwietnia
- w Wyższej Szkole Oficerskiej Wojsk Lądowych przeprowadzono sympozjum naukowe poświęcone przygotowaniu zawodowemu absolwentów w warunkach profesjonalizacji Wojsk Lądowych.
- z oficjalną wizytą w Polsce przebywał minister obrony Królestwa Szwecji Steń Tolgfors[10]

23 kwietnia
- zarządzeniem nr 17/MON powstało Wojskowe Centrum Edukacji Obywatelskiej[10]
- z roboczą wizytą w bazie Ghazni przebywali członkowie misji Organizacji Narodów Zjednoczonych na rzecz Afganistanu (UNAMA)[10]

24 kwietnia
- dywizjon artylerii samobieżnej 34 BKPanc przejął tradycje 24 pułku artylerii samobieżnej[10]

## Maj
2 maja
- na placu Zamkowym w Warszawie zorganizowano centralne obchody Dnia Flagi Rzeczypospolitej Polskiej. Minister ON wręczył dowódcom wyróżniających się jednostek flagi państwowe. Flagi otrzymały: 12 Brygada Zmechanizowana im. gen. broni Józefa Hallera, 4 Brodnicki Pułk Chemiczny im. Ignacego Mościckiego, 2 Skrzydło Lotnictwa Taktycznego, dywizjon zwalczania okrętów podwodnych, Jednostka Specjalna GROM, 1 Pomorska Brygada Logistyczna im. Kazimierza Wielkiego, Oddział Specjalny ŻW w Gliwicach, 10 Wrocławski pułk dowodzenia, 24 Polowa Techniczna Baza Wojsk Łączności, Parafia Wojskowa pw. Matki Boskiej Ostrobramskiej w Warszawie[11].

3 maja
- na Zamku Królewskim w Sali Senatorskiej zwierzchnik SZ RP Lech Kaczyński wręczył nominacje generalskie. Awansowani do stopnia admirała floty: wiceadmirał Tomasz Mathea do stopnia generała dywizji: gen. bryg. Mieczysław Gocuł, Romuald Ratajczak, do stopnia wiceadmirała: kontradmirał Waldemar Głuszko do stopnia generała brygady: płk Grzegorz Sodolski do stopnia kontradmirała: komandorzy Marian Jan Ambroziak, Krzysztof Teryfter[11]

30 maja
- podczas wojewódzkiej konferencji sprawozdawczo–wyborczej wybrano nowego prezesa Lubuskiego Zarządu Wojewódzkiego Związku Byłych Żołnierzy Zawodowych, którym został gen. bryg. Zbigniew Szura[12]

## Czerwiec
1 czerwca
- Lubuski Oddział Straży Granicznej został przemianowany na Nadodrzański Oddział Straży Granicznej[6]

8–18 czerwca
- w Szwecji odbyły się manewry lotnicze LOYAL ARROW 2009. W ćwiczeniu wzięły udział Siły Powietrzne (m.in. samoloty F-16 Jastrząb i śmigłowce W-3 Sokół)[13][14].

15 czerwca
- gen dyw. Zbigniew Głowienka został wyznaczony na dowódcę 2 Korpusu Zmechanizowanego[15]
- szefem sztabu – zastępcą dowódcy Wojsk Lądowych został gen. dyw. Edward Gruszka[15]

18 czerwca
- odbyła się uroczystość mianowania gen. dyw. Jerzego Michałowskiego na stanowisko zastępcy Dowódcy Operacyjnego i szefa sztabu Dowództwa Operacyjnego Sił Zbrojnych[16].

## Lipiec
1 lipca

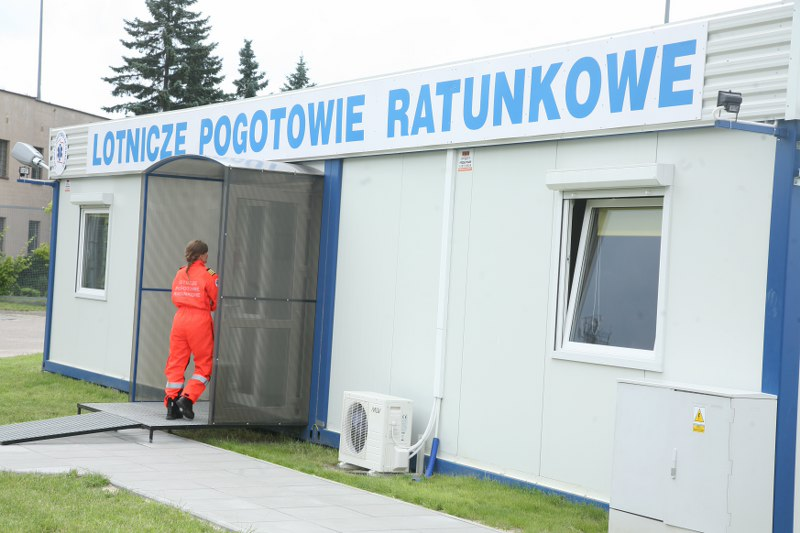
Baza samolotowa Sił Powietrznych ZOZ LPR na Okęciu

- gen. dyw. Marek Tomaszycki został dowódcą 12 DZ[17][18].

10 lipca
- w 1 Bazie Lotniczej odbyło się uroczyste otwarcie bazy samolotowej Sił Powietrznych ZOZ LPR[19].

21 lipca
- rozpoczęła się wspólna operacja Polskich Sił Zadaniowych w Afganistanie i Afgańskich Sił Bezpieczeństwa pod kryptonimem Clean Space (pol. Czysta przestrzeń). Operację przeprowadzono w dystrykcie Rashidan. Działania polskich sił miały wymiar powietrzno-lądowy. W czasie operacji znaleziono broń i amunicję, zniszczono stanowiska startowe wykorzystywane przez Talibów do prowadzenia ostrzału District Center oraz zatrzymano jedną osobę podejrzaną o podkładanie improwizowanych ładunków wybuchowych (IED). Ponadto jednym z większych sukcesów tej operacji okazało się odnalezienie i zlikwidowanie laboratorium wykorzystywanego przez terrorystów do szkolenia w zakresie przygotowywania i podkładania ładunków IED. Operacja trwała 5 dni[20].

## Sierpień
15 sierpnia
- Prezydent RP Lech Kaczyński wręczył w Belwederze 11 nominacji generalskich. Na stopień generała dywizji zostali awansowani: Anatol Czaban, Mirosław Różański, na stopień generała brygady: Piotr Blazeusz, Andrzej Danielewski, Tomasz Drewniak, Artur Kołosowski, Sławomir Marat, Marek Mecherzyński, Krzysztof Motacki, Cezary Podlasiński, Mirosław Siedlecki[21],

## Wrzesień
1 września

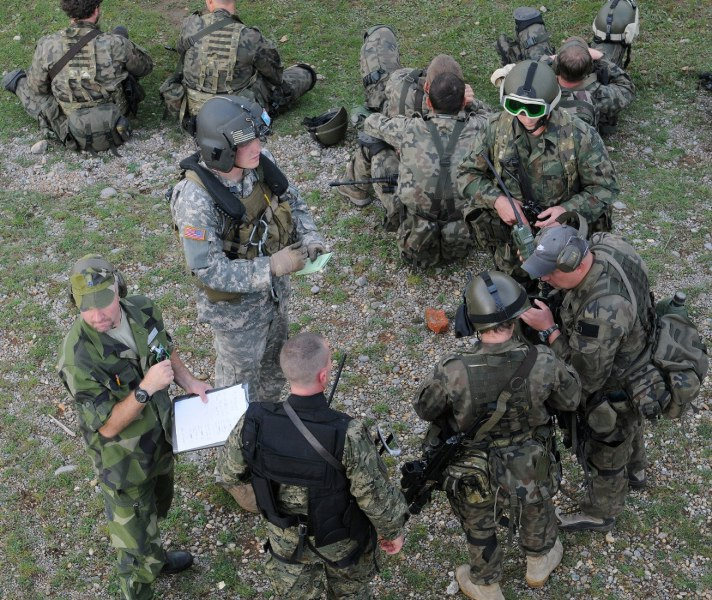
Polacy na ćwiczeniach Jackal Stone 2009

- Na Westerplatte odbyły się Centralne obchody 70 rocznicy wybuchu II Wojny Światowej[22].

2 września
- Minister Obrony Narodowej Bogdan Klich, Szef Sztabu Generalnego gen, Franciszek Gągor z wizytą w Afganistanie[23].

4 września
- W Afganistanie poległ Polski żołnierz służący w 5 Pułku Inżynieryjnym ze Szczecina – Podjuch – plut. Marcin Poręba[24].

7–13 września
- na poligonie w Nowej Dębie, odbywały się ćwiczenia pod kryptonimem BAGRAM VI przygotowujące do służby w Afganistanie kierownictwo VI zmiany PKW Afganistan. Ćwiczenie miało charakter dowódczo-sztabowy i odbyło się bez udziału ćwiczących wojsk, które ostatni sprawdzian przed misją przeszli w sierpniu 2009 roku podczas szkolenia Lampart[25].

10–27 września
- w Chorwacji odbywały się międzynarodowe ćwiczenia sił specjalnych pod kryptonimem Jackal Stone 2009. W ćwiczeniu wzięło udział ponad 1500 żołnierzy z 10 państw. Wojsko Polskie reprezentowali żołnierze z Dowództwa Wojsk Specjalnych oraz 1 Pułku Specjalnego Komandosów z Lublińca[26][27]

14–22 września
- na terenie Czech odbyło się ćwiczenie Wielonarodowego Batalionu Policji Wojskowej NATO (NATO MNMPBAT) pod kryptonimem Black Bear ’09. Trzonem sił NATO MNMPBAT są oddziały Żandarmerii Wojskowej[28]

14–25 września
- w Danii, odbywało się największe w tym roku ćwiczenie lotnicze NATO pod kryptonimem Bold Avenger 2009. W manewrach uczestniczyły siły powietrzne z 12 państw NATO, m.in. polskie Siły Powietrzne reprezentowane przez sześć samolotów wielozadaniowych F-16 z 10 Eskadry Lotnictwa Taktycznego[29].

30 września
- w Rzeszowie odbyło się uroczyste pożegnanie VI zmiany PKW Afganistan. Kontyngent, którego trzonem byli żołnierze 21 Brygady Strzelców Podhalańskich wystawiła 1 Warszawska Dywizja Zmechanizowana[30]

## Październik
22 października

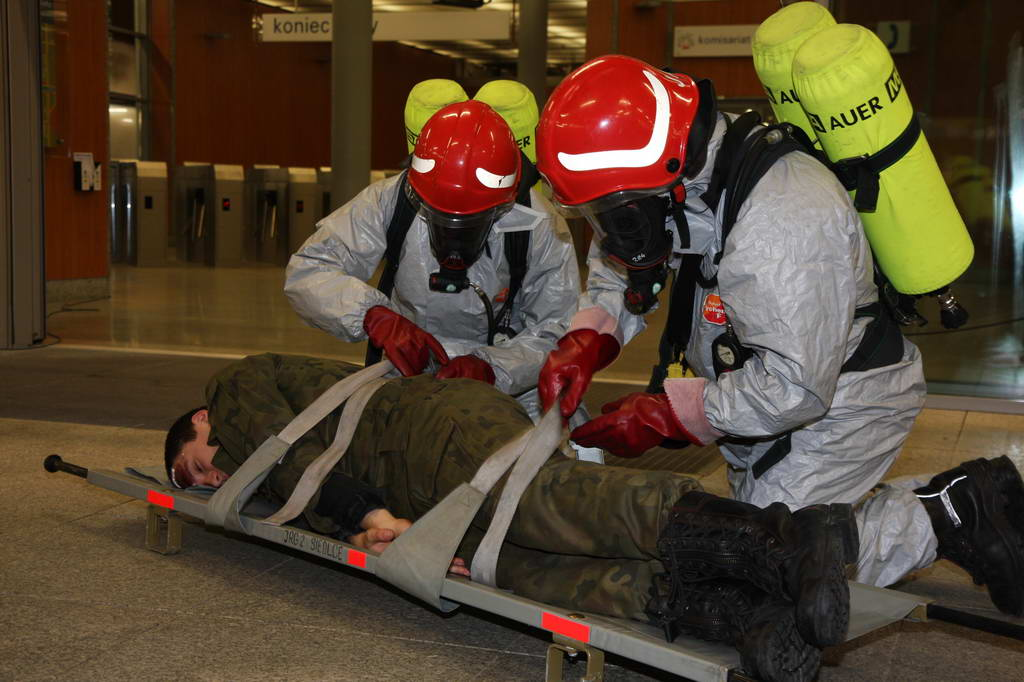
Ćwiczenia pk. Patrol 09

- zakończyła się polska misja wojskowa na Wzgórzach Golan[31].

27–29 października
- odbywały się ćwiczenia Krajowego Systemu Wykrywania Skażeń i Alarmowania pod kryptonimem Patrol 09. Celem ćwiczenia było sprawdzenie działania wybranych elementów Krajowego Systemu Wykrywania Skażeń i Alarmowania w warunkach zagrożenia skażeniami i skażeń. Ćwiczenia przeprowadzono m.in. w metrze warszawskim i Porcie Świnoujście. Kierownikiem ćwiczenia był szef Obrony Przed Bronią Masowego Rażenia gen. bryg. Ryszard Frydrych[32][33]

28 października
- w Warszawie, w katedrze polowej Wojska Polskiego, rozpoczął obrady pierwszy w historii Synod Ordynariatu Polowego Wojska Polskiego[34][35]

## Listopad
11 listopada

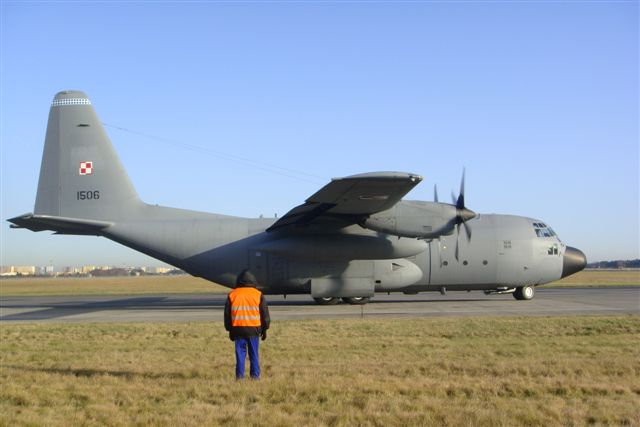
Ćwiczenia pk. RYBOŁÓW 09

- W całym kraju uroczyście obchodzono Narodowe Święto Niepodległości[36].
- Prezydent RP Lech Kaczyński wręczył w Belwederze 6 nominacji generalskich. Na stopień generała brygady zostali awansowani: Jan Gabryś, Marian Jeleniewski, Marek Sobiechowski, na wyższy stopień wojskowy: generał dywizji Zbigniew Galec, wiceadmirał Jerzy Patz, generał dywizji Anatol Wojtan[37]

13–20 listopada
- w Wędrzynie odbywało się międzynarodowe ćwiczenie COMMON CHALLENGE 09, kończące ponad półroczne przygotowania GBUE I/2010[38]

18–20 listopada
- w dowództwie 3 Skrzydła Lotnictwa Transportowego w Powidzu oraz podległych jednostkach odbyły się ćwiczenia pod kryptonimem RYBOŁÓW 09. Celem ćwiczenia było zgrywanie dowództw i pododdziałów w realizacji zadań dotyczących rozwiązywania problemów taktycznych, związanych z wykonaniem i zabezpieczeniem zadań dotyczących przemieszczeń sił i środków do rejonów operacyjnego przeznaczenia oraz doskonalenie umiejętności w zakresie planowania zabezpieczenia działań komponentu Sił Powietrznych na poziomie taktycznym. Całością sił i środków dowodził dowódca 3 SLTr gen. bryg. pil. Tadeusz Mikutel[39].

## Grudzień
1 grudnia
- Zakończenie misji ONZ w Libanie[40].

28 grudnia
- W Poznaniu odbyły się uroczyste obchody 91 rocznicy wybuchu Powstania Wielkopolskiego[41].